# Lisinopril

Estructura del lisinopril

Lisinopril es un fármaco de la clase inhibidor del enzima convertidor de angiotensina (IECA) que se usa principalmente en el tratamiento de hipertensión, insuficiencia cardíaca, infarto de miocardio y también para prevenir complicaciones renales y retinales de la diabetes.o mejorar la enfermedad nefropatia . 
Históricamente, fue el tercer inhibidor de la enzima convertidora de angiotensina, después del captopril y el enalapril, y fue introducido a comienzos de la década de 1990. El lisinopril tiene propiedades que distinguen a los otros IECA: es un hidrófilo, tiene una larga vida y no es metabolizado por el hígado.

## Farmacología
El lisinopril es el análogo de lisina del enalapril. Al contrario que otros IECA, el lisinopril no es una prodroga y se excreta en la orina sin cambios. En casos de sobredosis, se puede eliminar por diálisis.[cita requerida]

## Uso clínico
Sus indicaciones, contraindicaciones y efectos secundarios son similares a todos los IECA. La dosis diaria usual en todas las indicaciones van desde los 2,5 mg hasta 40 mg para pacientes sensibles. 

## Marcas
El lisinopril fue desarrollado por Merck & Co. como Prinivil® y por AstraZeneca como Zestril®. En Australia es distribuido por AlphaPharm como Lisodur®. EN Argentina lo desarrollan los Laboratorios Beta como Lisinal®. 
En República Dominicana tenemos a ECARDIL® de Laboratorios ROWE y a PRESITEN® y PRESITEND® de Laboratorio Magnachem®. 
En Chile lo fabrican los Laboratorios Lafi Ltda. para que lo distribuyan los Laboratorios Recalcine S.A. bajo el nombre comercial de "ACERDIL®". En Ecuador lo comercializan como EUCOR® los Laboratorios LIFE C.A.assass

## Precauciones
Si la dosis utilizada no es la adecuada o no está prescrita por el médico, las sobredosis pueden causar caídas bruscas de tensión. 